# كوبتس اليابان
كوبتس اليابان (الاسم العلمي Coptis japonica)، نبات من فصيلة الشقيقيات ينمو في اليابان
ويحتوي على قلويدات مُختلفة، منها الكوبتسين وهو بروتو بربارين تركيبه الكيميائي C19H15O5N، يُستخرج من جذور
النبات. كما يُستخرج أيضًا صبغة للجلود.